# Bund Károly
Bund Károly (Besztercebánya, 1869. június 4. – Budapest, 1931. május 16.) magyar erdőmérnök, szakíró.

## Élete
1890-ben az Erdészeti Főiskolán, Selmecbányán erdőmérnöki oklevelet szerzett. Munkálkodott állami szolgálatban, 1891, később a Földművelésügyi Minisztériumban 1894-től.
1900 és 1930 között a legelső titkára volt az Országos Erdészeti Egyesületnek, 24 éven át szerkesztője volt az Erdészeti Lapok című folyóiratnak. 1923-ban közalapítványi főerdőtanácsosnak nevezték ki, ezután megkapta még a minisztériumi tanácsos rangját is. Nagyon sok önálló közleményt jelentetett meg az Erdészeti Lapokban. A Ferenc József-rend lovagja.
1931-ben hunyt el, sírja a különleges, fa és erdész szobor kompozícióval a farkasréti temetőben található [43-1-80]. 
Sírfelirat a szobor oldalán: "Bund Károly fejfájára. Dús levelű erdőnek voltál a sáfára, mikor Trianonból fagy dermedt a fára. Szomorú lett a fa, hullott a levele, s ahogy a levél szállt, múltál el Te vele." 

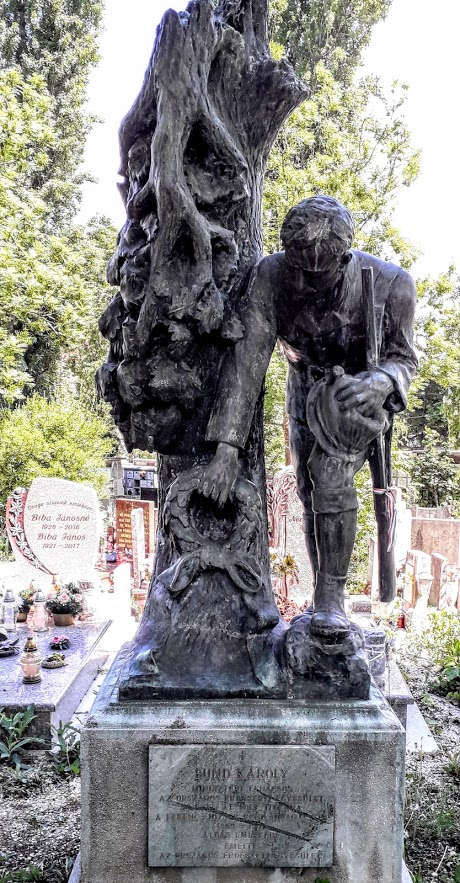
Bund Károly

## Főbb művei
Néhány kötetet is írt, önállóan, vagy társszerkesztőként:
- Hengertábla (Tavi Gáborral és Vadas Jenővel, Besztercebánya, 1891)
- Szakvélemény Budapest székesfőváros erdőgazdaságáról (Budapest, 1900)
- Vázlatok a külföldi erdőgazdaság köréből (Budapest, 1900)